# John Wesley Shipp

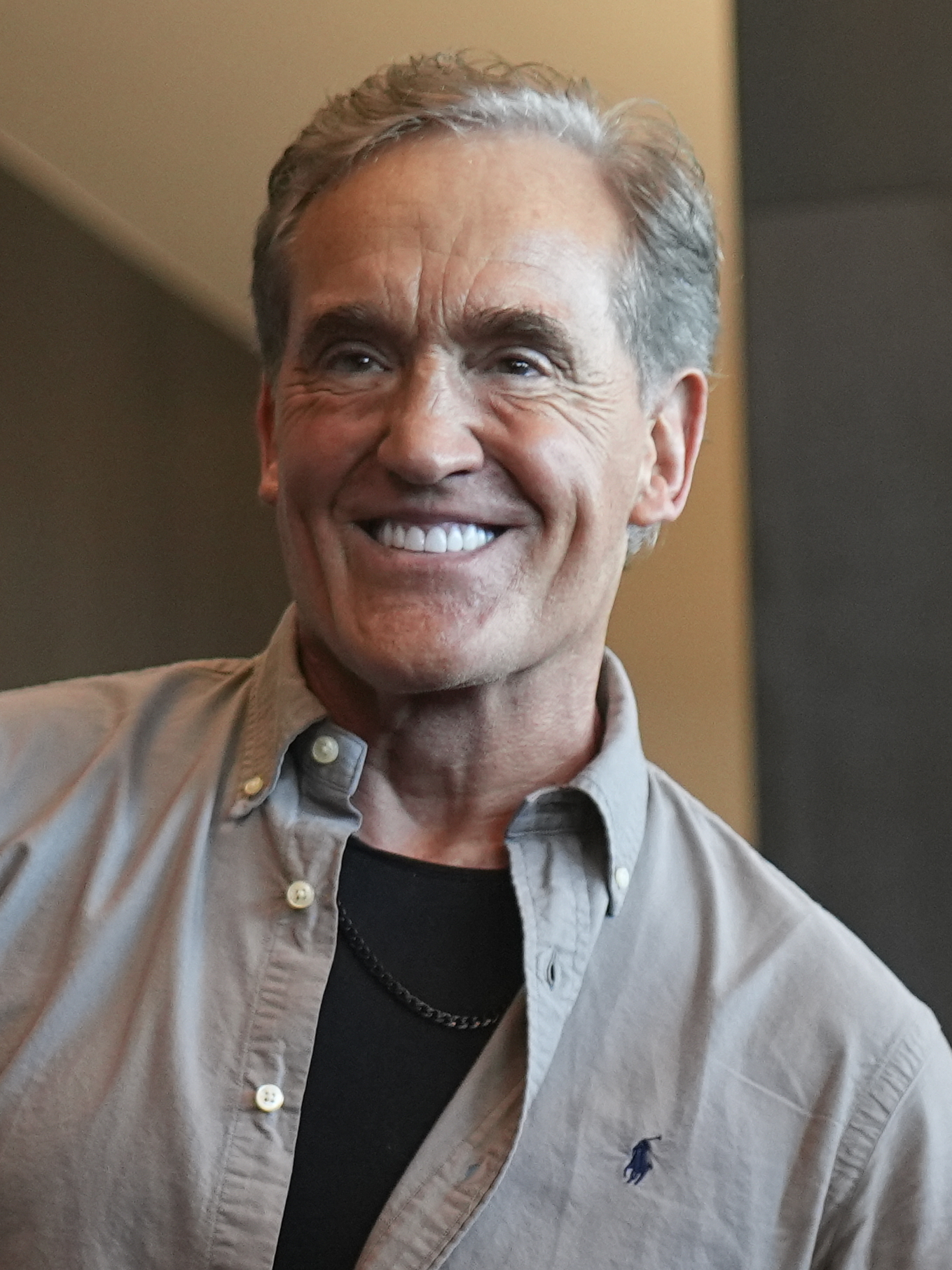
John Wesley Shipp (2024)

John Wesley Shipp (* 22. Januar 1955 in Norfolk, Virginia) ist ein US-amerikanischer Schauspieler.

## Karriere
John Wesley Shipp studierte in New York City Schauspiel, um Schauspieler zu werden. Zudem nahm er an einigen Castings teil und bekam so 1980 die Rolle des Kelly Nelson in der Soap Springfield Story. Von 1985 bis 1986 war er als Doug Cummings in der seit 1956 laufenden Dramaserie As The World Turns zu sehen.
Im Jahr 1987 erhielt er einen Daytime Emmy Award. In den folgenden Jahren spielte er in Santa Barbara (1987) und One Life to Live (1988) mit. Eine seiner erfolgreichsten Rollen, Barry Allen alias Flash, spielte er schließlich von 1990 bis 1991 in der Serie Flash – Der Rote Blitz. 1990 spielte er außerdem den Vater von Bastian Bux in Die unendliche Geschichte II – Auf der Suche nach Phantásien.
Danach folgten viele Gastauftritte in diversen Serien wie NYPD Blue (1994), Sisters (1994–1995) oder Strangers (1996). Eine länger laufende Rolle übernahm er als Vater der Hauptperson in Dawson’s Creek, bis seine Figur nach 83 Folgen in der fünften Staffel starb.
Nach Dawson’s Creek übernahm er noch einige Parts in Fernsehfilmen und TV-Serien. 2005 übernahm er eine längerfristige Rolle in der Serie Palmetto Pointe, in der er zusammen mit seiner ehemaligen Dawson’s-Creek-Kollegin Nina Repeta zu sehen ist.
Seit 2014 ist er in der The-CW-Fernsehserie The Flash als Nebencharakter in drei verschiedenen Rollen zu sehen: als Barry Allens Vater Henry Allen, der für den angeblichen Mord an seiner Frau im Gefängnis saß, als Jay Garrick, der Flash von Erde 3, und als Barry Allen, der Flash von Erde 90.

## Filmografie (Auswahl)
- 1980: The Dirtiest Show in Town (Fernsehfilm)
- 1980–1984: Springfield Story (Fernsehserie, 10 Folgen)
- 1984: Summer Fantasy (Fernsehfilm)
- 1985–1986: Jung und Leidenschaftlich – Wie das Leben so spielt (Fernsehserie)
- 1986: California Clan (Fernsehserie, 11 Folgen)
- 1990: Die unendliche Geschichte II – Auf der Suche nach Phantásien (The NeverEnding Story II: The Next Chapter)
- 1990–1991: Flash – Der Rote Blitz (The Flash, Fernsehserie, 22 Folgen)
- 1991: Danger Team (Fernsehfilm)
- 1991: Ein Baby kommt selten allein (Fernsehfilm)
- 1994: Ein raffinierter Coup (Soft Deceit)
- 1994: Green Dolphin Beat (Fernsehfilm)
- 1994: Golden Gate (Fernsehfilm)
- 1994–1995: Ein Strauß Töchter (Fernsehserie, 10 Folgen)
- 1995–2004: J.A.G. – Im Auftrag der Ehre (Fernsehserie, 2 Folgen)
- 1996: Deadly Web – Terror im Internet (Deadly Web, Fernsehfilm)
- 1997: Auf der Jagd nach dem Schatz von Dos Santos (Fernsehfilm)
- 1998–2001: Dawson’s Creek (Fernsehserie, 83 Folgen)
- 1999: Road Rage (Fernsehfilm)
- 2002: Second to Die
- 2005: Palmetto Pointe (Fernsehserie, 5 Folgen)
- 2007: Christie’s Revenge (Fernsehfilm)
- 2008: Karma Police

- 2009: Port City
- 2010: Separation Anxiety

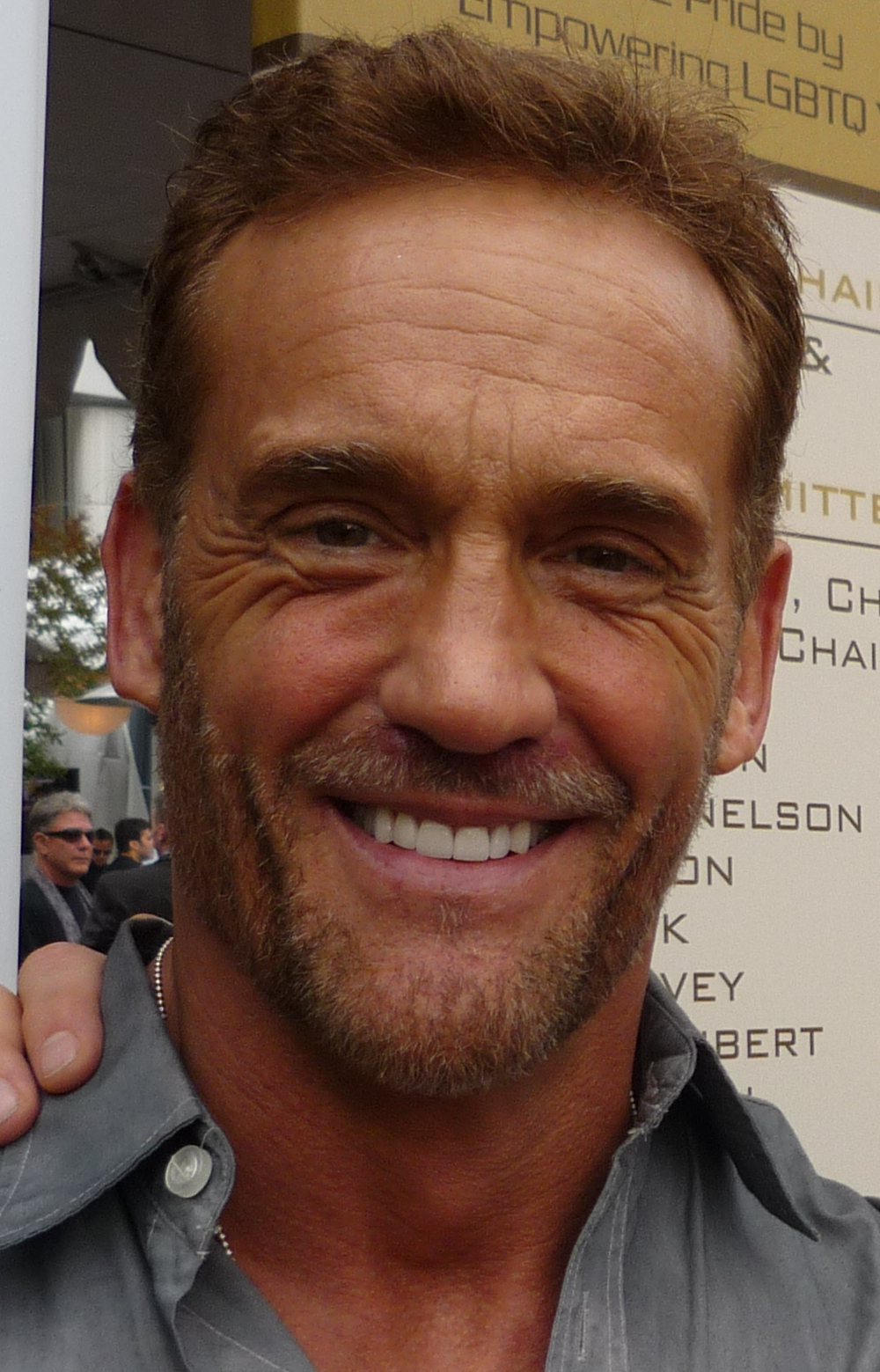
John Wesley Shipp, 2009

- 2010–2012: Liebe, Lüge, Leidenschaft (Fernsehserie, 19 Folgen)
- 2012: Drop Dead Diva (Folge 3x08)
- 2012: Hell and Mr. Fudge
- 2012–2013: Teen Wolf (Fernsehserie, 4 Folgen)
- 2014–2023: The Flash
- 2015: Sensory Perception
- 2015: Golden Shoes
- 2016: Night Sweats
- 2016: The Sector
- 2016: CSI: NY (Fernsehserie, Folge 3x10)
- 2018: Arrow (Fernsehserie, Folgen 7x08–7x09)
- 2018: Supergirl (Fernsehserie, Folge 4x08)
- 2021–2022: Stargirl (Fernsehserie, Folge 2x09, 3x13)